# Вертелко, Иван Петрович
Ива́н Петро́вич Верте́лко (род. 17 августа 1926 — 14 июня 2021) — советский военный деятель, генерал-полковник КГБ СССР, участник Великой Отечественной войны, член Союза писателей России.

## Биография
Родился 17 августа 1926 года в селе Стригово Почепского уезда Брянской губернии (ныне Почепского района Брянской области).
Во время Великой Отечественной войны Вертелко работал на строительстве немецких оборонительных укреплений, затем содержался в концлагере, откуда затем сбежал.
В РККА с 1943 года. 3 ноября 1943 года принял воинскую присягу. С 1944 года — на фронте. Служил в 75-м отдельном мотоциклетном разведывательном батальоне (29-й гвардейский Знаменский танковый корпус, 5-я гвардейская танковая армия). Был заряжающим танка Т-34, участвовал в освобождении Минска, Вильнюса, других городов. Участник штурма Кёнигсберга. Был ранен, лишился пальца на левой руке.
После окончания войны поступил во 2-е танковое училище в Казани, затем был переведён в военное училище города Орджоникидзе, окончил его в 1948 году.
Занимал должности командира СУ-152, роты, офицера для поручений заместителя командующего Белорусского военного округа. В 1954 году тайком от начальства закончил полный курс обучения в средней школе.
С 1955 года по 1958 год учился в Военной академии бронетанковых войск.
С 1958 года занимал должность начальника разведки штаба полка, затем — должность сначала заместителя командира, а затем и командира танкового батальона.
В 1963 году назначен на должность командира танкового полка 102-й гвардейской мотострелковой дивизии.
С 1967 года по 1969 год учился в Военной академии Генштаба.
С 1969 года занимал должность командира 3-й гвардейской танковой дивизии Белорусского военного округа. Генерал-майор танковых войск (29.04.1970).
В 1971 года назначен на должность руководителя комиссии по испытаниям танка Т-72, ему удалось убедить членов комиссии принять на вооружение эту военную машину. С 1972 года занимал должность 1-го заместителя командующего 5-й гвардейской танковой армией в Белорусском военном округе.
С 1973 года служил в КГБ СССР.
С 1973 года был заместителем начальника Главного управления пограничных войск КГБ СССР
С 1983 года занимал должность 1-го заместителя начальника Главного управления пограничных войск КГБ СССР. В отставке с 1990 года.
Автором мемуаров «Сокровенно. Служил Советскому Союзу». В ней он рассказывает о своей службе в погранвойсках КГБ СССР. Член Союза писателей России.
Жил в Москве. Скончался 14 июня 2021 года в пансионате в подмосковном Сколково. Похоронен с воинскими почестями на Троекуровском кладбище.

## Награды и почётные звания
Награды Российской Федерации:
- Нагрудный знак «Почётный сотрудник пограничной службы ФСБ России»
- Медаль ВВ МВД России «За содействие»

Награды СССР
- Два ордена Ленина
- Орден Октябрьской Революции
- Два ордена Красного Знамени
- Орден Трудового Красного Знамени
- Орден Отечественной войны I степени
- Орден Красной Звезды
- Орден «За службу Родине в Вооружённых Силах СССР» III степени
- Медаль «За боевые заслуги»
- Медаль «За взятие Кёнигсберга»
- Медаль «За отличие в охране государственной границы СССР»
- Медаль «В ознаменование 100-летия со дня рождения Владимира Ильича Ленина»
- Медаль «Ветеран Вооружённых Сил СССР»
- Медаль «30 лет Советской Армии и Флота»
- Медаль «40 лет Вооружённых Сил СССР»
- Медаль «50 лет Вооружённых Сил СССР»
- Медаль «60 лет Вооружённых Сил СССР»
- Медаль «70 лет Вооружённых Сил СССР»
- Медаль «За победу над Германией в Великой Отечественной войне 1941—1945 гг.»
- Медаль «20 лет Победы в Великой Отечественной войне 1941—1945 гг.»
- Медаль «30 лет Победы в Великой Отечественной войне 1941—1945 гг.»
- Медаль «40 лет Победы в Великой Отечественной войне 1941—1945 гг.»
- Медаль «50 лет Победы в Великой Отечественной войне 1941—1945 гг.»
- Медаль «60 лет Победы в Великой Отечественной войне 1941—1945 гг.»
- Медаль «65 лет Победы в Великой Отечественной войне 1941—1945 гг.»
- Нагрудный знак «Воину-интернационалисту»
- Нагрудный знак «Почётный сотрудник госбезопасности»
- Почётный сотрудник МВД СССР
- Именное огнестрельное оружие
- Золотые часы от Министра обороны СССР
- Другие награды

Иностранные награды
- Орден «Звезда» I степени (Афганистан)
- Орден Красного Знамени (Афганистан)
- Орден «Дружба народов» (Афганистан)
- Медаль «За хорошую охрану границ» (Афганистан)
- Медаль «Воину-интернационалисту от благодарного афганского народа» (Афганистан)
- Другие ордена и медали

Общественные (негосударственные) награды
- Орден Петра Великого

В 1990-х годах Указом Постоянного Президиума Съезда народных депутатов СССР генерал-полковнику И. П. Вертелко было присвоено звание Героя Советского Союза. Поскольку Постоянный Президиум Съезда народных депутатов СССР не имеет права вручать советские награды, это награждение является нелегитимным. Тем не менее, Иван Петрович регулярно носил на кителе Золотую Звезду.